# Caesareum di Alessandria d'Egitto
Il Caesareum di Alessandria d'Egitto è un tempio voluto da Cleopatra VII, ultimo faraone d'Egitto, per onorare il suo amante Giulio Cesare.

## Storia
Il tempio iniziato per iniziativa di Cleopatra, fu quindi completato per volere di Augusto, in seguito alla vittoria di Augusto su Marco Antonio e Cleopatra. Dopo aver distrutto ogni traccia di Antonio ad Alessandria, Augusto dedicò il tempio al proprio culto.
Convertito in una chiesa cristiana alla fine del IV secolo, il Caesareum divenne quartier generale di Cirillo di Alessandria, Patriarca di Alessandria dal 412 al 444. 
La filosofa e matematica Ipazia fu assassinata nel Caesareum da una folla di monaci parabolani e cristiani, che dopo averla trascinata nel luogo di culto la fecero a pezzi e ne bruciarono i resti.
Parti del tempio sono sopravvissute fino al XIX secolo. Gli Aghi di Cleopatra, gli obelischi posti davanti al tempio, oggi si trovano a Central Park di New York e sul lungofiume del Tamigi, nei pressi del Victoria Park, a Londra.
Oggi, sul sito del Caesareum, si trova una grande statua del leader nazionalista alessandrino Sa'd Zaghlul.